# Alien, la résurrection
Pour les articles homonymes, voir Alien.
Série Alien
Alien 3
(1992) Prometheus
(2012)
Pour plus de détails, voir Fiche technique et Distribution.
Alien, la résurrection (Alien: Resurrection) est un film de science-fiction horrifique américain réalisé par Jean-Pierre Jeunet, sorti en 1997. Écrit par Joss Whedon, le film met en scène Sigourney Weaver dans le rôle d'un clone d'Ellen Ripley.
C’est le quatrième film de la saga Alien.

## Synopsis
En 2379, 200 ans après le suicide d'Ellen Ripley (Sigourney Weaver) sur Fiorina-16, des scientifiques militaires parviennent à recréer un clone de Ripley (porteur de l'alien qu'elle avait en elle) à partir d'échantillons de sang collectés avant sa mort. Après que la reine alien a été extraite du ventre de Ripley et placée en captivité, le clone de Ripley est maintenu en vie sur le vaisseau spatial USM Auriga pour complément d'étude. Son ADN s'étant mélangé avec celui de l'alien pendant le processus de clonage, la « nouvelle » Ripley développe une force accrue et des réflexes surhumains, du sang acidifié et un lien empathique avec les aliens.
Plus tard, un groupe de pirates de l'espace constitué du capitaine Elgyn (Michael Wincott), sa compagne Hillard (Kim Flowers), les tireurs Christie (Gary Dourdan) et Johner (Ron Perlman), le mécanicien paraplégique Vriess (Dominique Pinon) et la jeune recrue Call (Winona Ryder), s'amarre à l’Auriga avec leur vaisseau, le Betty, et débarque une cargaison d'êtres humains mis en stase. Cette manœuvre orchestrée par le général Perez (Dan Hedaya), commandant de l'USM Auriga, a pour but de fournir de nouveaux hôtes pour les aliens, et douze d'entre eux sont enfermés dans les cellules de l’Auriga, et soumis aux premières expérimentations destinées à les domestiquer. L'équipage du Betty est autorisé à demeurer quelque temps à bord du vaisseau et fait la connaissance de Ripley qui joue au basket dans le gymnase et celle-ci met rapidement à terre Johner et Christie avec son ballon, avant d'être invitée par le Dr. Wren (J. E. Freeman), scientifique cruel responsable de la « résurrection » de Ripley, de le rejoindre. Mais Call a reconnu Ripley et attend la nuit pour profiter d'une beuverie de ses camarades pour se rendre dans le secteur interdit et tenter de la tuer, croyant qu'elle porte toujours la reine alien. Sa prévenance est inutile car bientôt les aliens parviennent à s'échapper en faisant fondre leur cage, et sèment la mort à bord du vaisseau.
Entre-temps, Call est prise sur le fait par le Dr. Wren, et celui-ci  s'apprête à éliminer l'équipe du Betty (sans Vriess en train de se promener dans la remise à pièces) dans le gymnase, mais Johner et Christie répliquent en tuant la plupart des soldats, et mettent en joue Wren et un soldat nommé Distephano (Raymond Cruz). Alors que l'équipage a reçu l'ordre d'évacuer (une grande partie a réussi à évacuer tandis que le reste - dont Perez - se retrouve aux prises avec les aliens), les cinq membres du Betty présents avec Wren et Distephano, livrés à eux-mêmes, n'ont d'autre choix que de rejoindre le Betty pour espérer s'échapper.
Dans leur périple au cœur de l’Auriga, plusieurs membres du groupe sont tués par les aliens. Elgyn est la première victime. Peu après, le groupe est rejoint par Ripley (qui tue un alien pour les sauver), puis par Vriess. Tous se remettent en route, et découvrent une première salle où sont entreposés les autres clones de Ripley, tous ratés. Ripley tue le seul autre clone vivant (le n°7), mais à l'agonie car non viable, et brûle les corps des autres clones. Puis ils arrivent dans une autre salle où se trouvent les « hôtes » enlevés par l'équipage du Betty, qui ont servi à la procréation des aliens, et trouvent un survivant, Larry Purvis (Leland Orser). L'équipe décide de l'emmener, bien que Ripley les a informés de la présence d'un alien dans son ventre.
Pour rejoindre le vaisseau, ils doivent passer par les cuisines inondées en bas de l'Auriga pour atteindre le monte-charge. Mais les aliens tendent un piège avec des œufs remplis de "facehugger" qui les attendent dans le monte-charge, tandis que Hillard, la compagne d'Elgyn, est tuée. Christie utilise ses talents de tireur pour déjouer le piège, avant d'être gravement blessé, et se sacrifie pour permettre à Vriess de monter avec les autres. Entre-temps, Wren trahit le groupe en tirant une balle en pleine poitrine sur Call, la faisant tomber dans l'eau, et enferme le reste du groupe dans le monte-charge pour s'échapper. Pourtant, c'est Call qui vient leur ouvrir la porte peu après, révélant au passage sa nature d'androïde. Se souvenant des paroles de Wren qui leur avait expliqué que l’Auriga était programmé pour retourner sur Terre, Ripley demande à Call de reprogrammer le vaisseau pour qu'il s'y écrase.
Alors qu'ils s'approchent du Betty, Ripley chute et se retrouve dans le nid des aliens, où elle se retrouve avec la reine. Parvenus au Betty, le groupe voit surgir Wren qui prend à nouveau Call en otage, exigeant qu'elle annule la collision. C'est alors que Purvis voit son chestburster « éclore », et profite de sa force pour tuer Wren au moment de sa mort, tandis que l'alien naissant est éliminé par les autres survivants. De son côté, Ripley assiste à la naissance du « newborn », hybride humain/alien et hideux mélange des traits des deux espèces. Celui-ci ne naît désormais plus dans un œuf, mais via un utérus que Ripley a transmis à la reine grâce à son ADN. Le newborn reconnaît d'ailleurs Ripley comme sa mère et tue rapidement la reine alien. Ripley parvient à s'enfuir et à rallier le Betty sur le départ, alors que l'Auriga s'apprête à s'écraser sur Terre.
Mais l'hybride qui a suivi Ripley sur le Betty tue Distephano et tente de s'en prendre à Call. Ripley intervient et utilise alors son propre sang pour creuser un trou dans un hublot, ce qui projette la créature dans le vide spatial. Le Betty parvient finalement à rentrer sur Terre et Ripley, Call, Vriess et Johner, seuls survivants, ne sont pas pressés d'être retrouvés par les militaires.

## Fiche technique
Sauf indication contraire, les informations mentionnées dans cette section peuvent être confirmées par les bases de données cinématographiques IMDb et Allociné,  présentes dans la section « Liens externes ».
- Titre original : Alien: Resurrection
- Titre français et québécois : Alien, la résurrection
- Réalisation : Jean-Pierre Jeunet
- Scénario : Joss Whedon, d’après les personnages créés par Dan O'Bannon et Ronald Shusett[2]
- Musique : John Frizzell

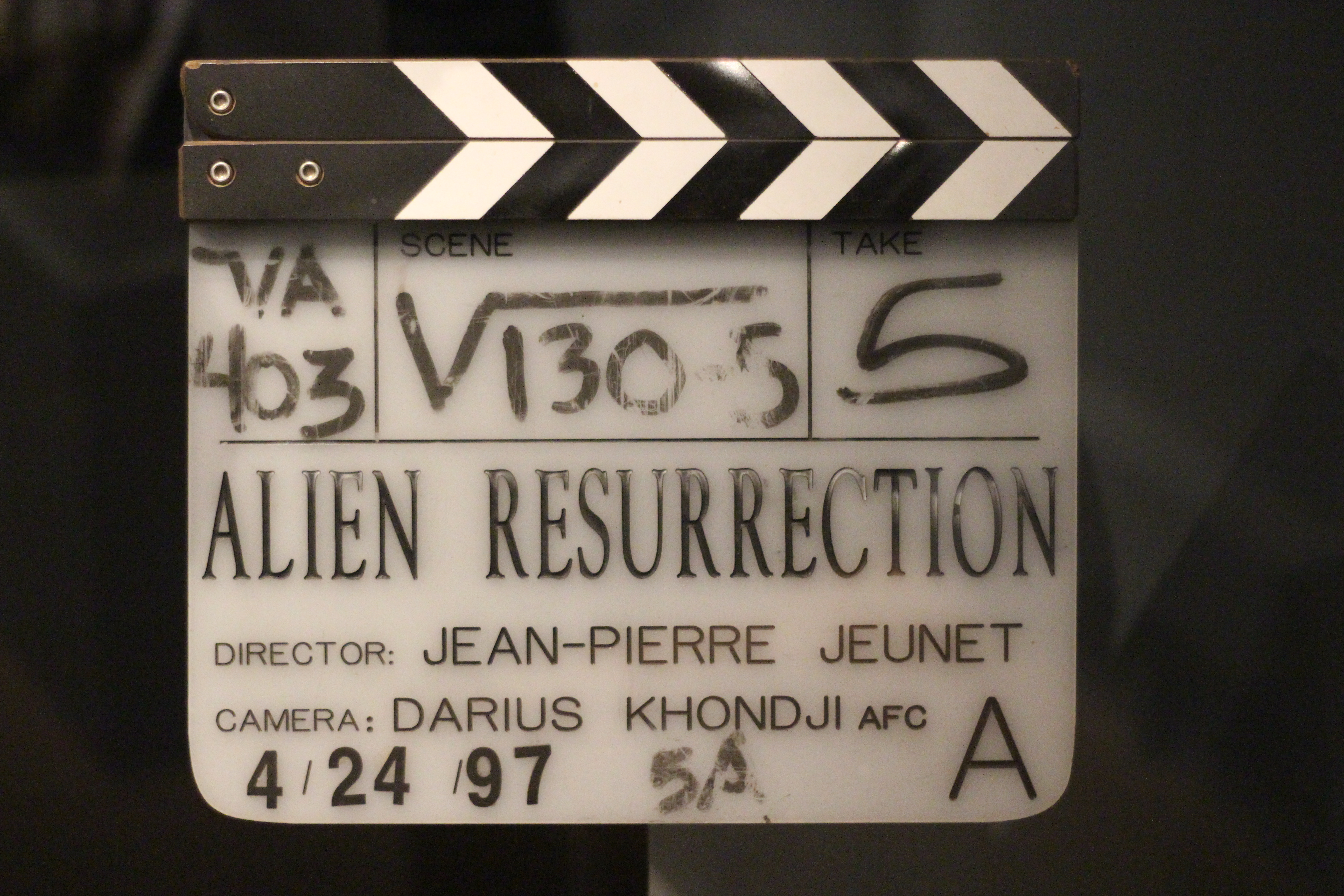
Clap du film.

- Direction artistique : Steve Cooper et Andrew Neskoromny
- Décors : Nigel Phelps
- Costumes : Bob Ringwood
- Photographie : Darius Khondji
- Son : Rick Kline, Leslie Shatz, Gregory H. Watkins
- Montage : Hervé Schneid
- Production : Bill Badalato, Gordon Carroll, David Giler, Walter Hill, Lisa Knaggs et Edouard Valton[2]
  - Production exécutive : Amy Jupiter et Antoine Simkine[2]
  - Coproduction : Sigourney Weaver
- Sociétés de production : Brandywine Productions et Twentieth Century Fox
- Sociétés de distribution : Twentieth Century Fox ; UGC Fox Distribution (France)
- Budget : 70 millions de $[3] ; 75 millions de $[4]
- Pays de production :  États-Unis
- Langues originales : anglais, espagnol
- Format : couleur (DeLuxe - Technicolor) — 35 mm — 2,39:1 (CinemaScope - Panavision) — son DTS / Dolby Digital
- Genre : science-fiction, épouvante-horreur, action
- Durée : 109 minutes (version originale) ; 116 minutes (édition spéciale de 2003)
- Dates de sortie :
  - France, Suisse romande : 12 novembre 1997[5]
  - États-Unis, Québec : 26 novembre 1997
  - Belgique : 3 décembre 1997[6]
- Classification : 
  - États-Unis : interdit aux moins de 17 ans (R – Restricted)[Note 2]
  - France : interdit aux moins de 12 ans[7]
  - Belgique : tous publics (Alle Leeftijden)[6]
  - Québec : 13 ans et plus (13+ / 13 years and over)

## Distribution

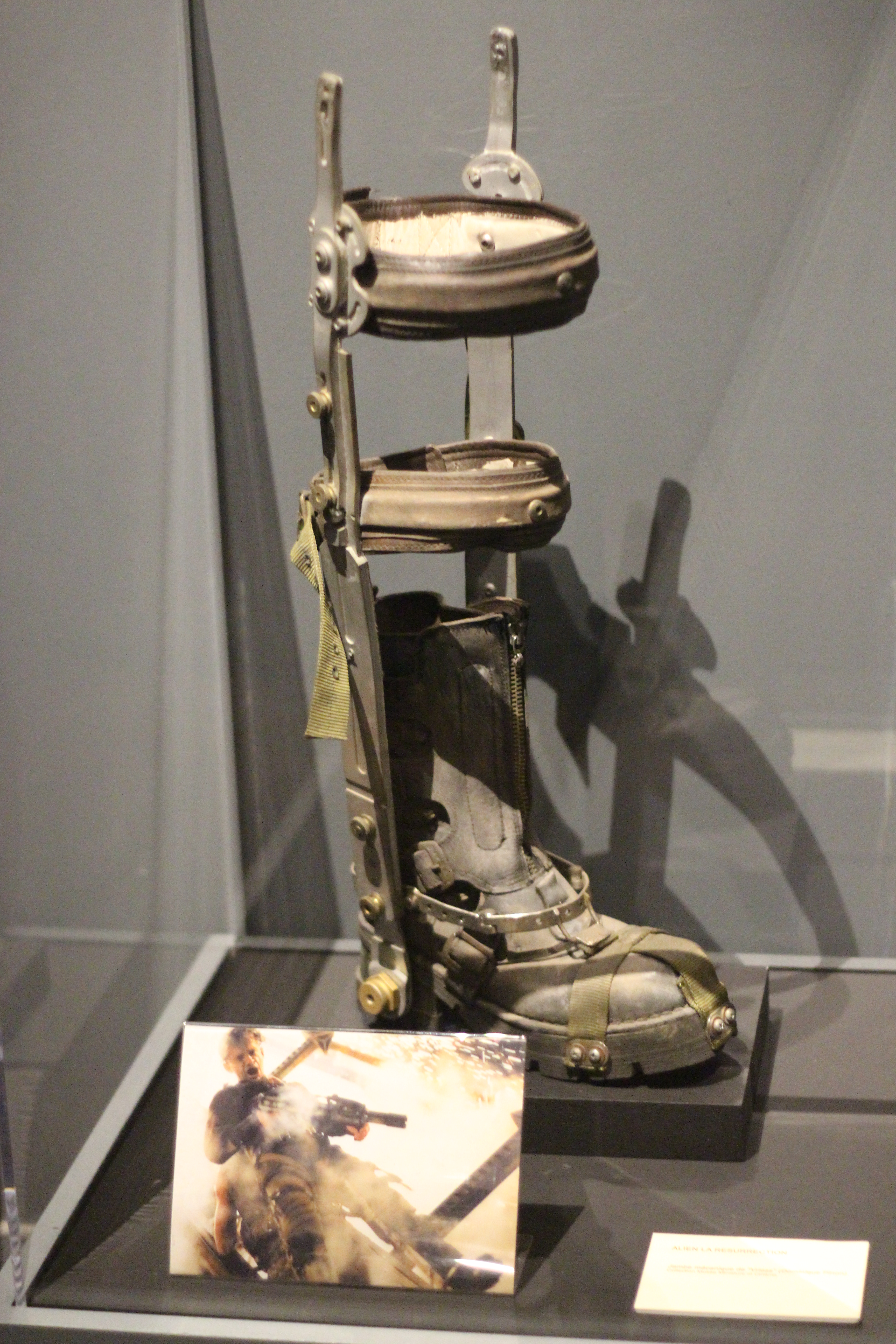
Accessoire porté par Dominique Pinon.

Légende : Doublage du film (1997) + Doublage des scènes supplémentaires si différent (2003)
- Sigourney Weaver (VF : Tania Torrens) : le huitième clone d'Ellen Ripley (et septième clone, non créditée)
- Winona Ryder (VF : Claire Guyot + Blanche Ravalec) : Call
- Dominique Pinon (VF : Lui-même + Gérard Surugue) : Vriess
- Ron Perlman (VF : Bernard-Pierre Donnadieu + José Luccioni) : Johner
- Gary Dourdan (VF : Thierry Desroses) : Christie
- Michael Wincott (VF : Michel Vigné + Antoine Nouel) : Elgyn
- Kim Flowers (VF : Pascale Jacquemont) : Hillard
- Dan Hedaya (VF : Hervé Jolly) : le général Perez
- J. E. Freeman  (VF : Gilles Guillot) : Dr. Wren
- Brad Dourif (VF : Patrick Laplace) : Dr. Gediman
- Raymond Cruz  (VF : Éric Etcheverry) : 1re classe DiStephano
- Leland Orser  (VF : William Coryn) : Purvis
- Steven Gilborn (VF : Gabriel Le Doze) : « Père », l'ordinateur de bord de l'USM Auriga (voix)

## Production

### Développement
La 20th Century Fox décide de faire appel à Joss Whedon pour écrire ce 4e film. Il écrit un script avec un troisième acte situé sur Terre. Il en écrit plusieurs versions dont une avec une énorme bataille pour défendre la Terre.
Comme Ellen Ripley est morte à la fin d'Alien 3, le studio envisage une histoire tournant autour d'un clone de Newt, personnage secondaire de Aliens, le retour. Joss Whedon écrit un traitement sur cette idée, avant que le studio ne lui demande d'écrire un script avec un clone d'Ellen Ripley. Cette idée a été suggérée par les producteurs et scénaristes des films précédents, David Giler et Walter Hill, même s'ils pensaient que ce film allait ruiner la saga.
Sigourney Weaver hésite à reprendre son rôle d'Ellen Ripley. Elle ne voulait pas que l'histoire tombe dans la farce et l'idée d'un futur film crossover Alien vs. Predator la confortait dans cette idée. L'actrice est cependant séduite par le script de Joss Whedon. Elle suggère toutefois que, à la suite de son clonage, Ripley devienne mi-humaine mi-alien. Ce concept rapproche le script des deux premiers films. Sigourney Weaver devient alors coproductrice du film.
Danny Boyle est le premier choix pour le poste de réalisateur. Il rencontre les superviseurs des effets spéciaux pour discuter du film, mais abandonne le projet. Le studio contacte ensuite le Néo-Zélandais Peter Jackson, qui n'est pas emballé par un nouveau film Alien. En 1995, peu après la sortie du thriller Usual Suspects, la Fox approche également Bryan Singer. Jean-Pierre Jeunet est ensuite envisagé pour son style visuel unique. Alors qu'il vient d'achever le scénario d'un projet intitulé Le Fabuleux Destin d'Amélie Poulain, le réalisateur français est surpris de cet intérêt du studio à son égard et pense qu'un 4e volet est inutile après Alien 3. Il se laisse finalement convaincre et accepte le film, budgété à 70 millions de dollars. Il demande à la production un traducteur car il ne parle pas bien anglais au début du projet.
Jean-Pierre Jeunet fait engager le spécialiste français des effets spéciaux Pitof et le chef opérateur Darius Khondji, avec lesquels il a notamment travaillé sur La Cité des enfants perdus (1995). Jeunet développe également l'histoire en y ajoutant davantage de violence, d'humour noir. Son collaborateur de longue date Marc Caro participe au début du développement avant de finalement quitter le film.

### Attribution des rôles
À l’origine, le rôle de l’odieux Dr. Wren devait être tenu par Bill Murray, mais celui-ci refuse. J. E. Freeman hérite alors du rôle. Angelina Jolie a quant à elle refusé le rôle de Call.
Joss Whedon avait en tête l'acteur hongkongais Chow Yun-fat pour le rôle de Christie lorsqu'il écrivait le script. Mais l'agent de l'acteur chinois décline le rôle, finalement confié à l'Américain Gary Dourdan.
Jean-Pierre Jeunet retrouve ici Ron Perlman, après La Cité des enfants perdus (1995), ainsi que Dominique Pinon, un fidèle du réalisateur depuis le court métrage Foutaises (1989),,.

### Tournage
Le tournage a lieu aux studios de la Fox à Los Angeles de novembre 1996 à avril 1997. C'est le premier film de la franchise qui n'est pas tourné en Angleterre. Sigourney Weaver demanda à la production de rester aux États-Unis.
Sigourney Weaver s’est entraînée pendant plusieurs jours pour la séquence de basket-ball. Il était prévu que le plan final, où elle marque le point en lançant la balle par-dessus son épaule, soit tourné avec des effets spéciaux. Pourtant, le jour du tournage, l’actrice, qui refusait de recourir aux trucages, a réussi l’exploit elle-même à la surprise générale.
Le tournage de la séquence sous-marine a été long et éprouvant pour l'équipe. Winona Ryder (qui est ablutophobe) et Ron Perlman ont même failli se noyer. En remontant à la surface, Perlman s'est fortement cogné la tête. Un grand nombre de prises a donc dû être réalisé. La préparation et le tournage ont demandé plus d’un mois et cette séquence a été la première à être réalisée pour le film.

### Bande originale
Bandes originales de Alien
Alien 3
(1992) Prometheus
(2012)
Toute la musique du film est composée par John Frizzell. L'album de la bande originale, Alien Resurrection - Original Motion Picture Soundtrack, est distribué par RCA Victor et commercialisé pour la première fois en 1997. Il sera réédité en version longue et limitée par La-La Land Records en 2010.
| Liste des pistes édition 1997 | Liste des pistes édition 1997 | Liste des pistes édition 1997 | Liste des pistes édition 1997 | Liste des pistes édition 1997 | Liste des pistes édition 1997 | Liste des pistes édition 1997 | Liste des pistes édition 1997 | Liste des pistes édition 1997 | Liste des pistes édition 1997 |
| No                            | Titre                         | Durée                         |                               |                               |                               |                               |                               |                               |                               |
| ----------------------------- | ----------------------------- | ----------------------------- | ----------------------------- | ----------------------------- | ----------------------------- | ----------------------------- | ----------------------------- | ----------------------------- | ----------------------------- |
| 1.                            | Main Title                    | 2:08                          |                               |                               |                               |                               |                               |                               |                               |
| 2.                            | Post-Op                       | 1:21                          |                               |                               |                               |                               |                               |                               |                               |
| 3.                            | Docking The Betty             | 1:18                          |                               |                               |                               |                               |                               |                               |                               |
| 4.                            | Priva Son D'Ogni Conforto     | 5:28                          |                               |                               |                               |                               |                               |                               |                               |
| 5.                            | Face Huggers                  | 2:11                          |                               |                               |                               |                               |                               |                               |                               |
| 6.                            | Call Finds Ripley             | 3:02                          |                               |                               |                               |                               |                               |                               |                               |
| 7.                            | The Aliens Escape             | 4:13                          |                               |                               |                               |                               |                               |                               |                               |
| 8.                            | Ripley Meets Her Clones       | 2:21                          |                               |                               |                               |                               |                               |                               |                               |
| 9.                            | What's Inside Purvis?         | 2:28                          |                               |                               |                               |                               |                               |                               |                               |
| 10.                           | They Swim...                  | 6:28                          |                               |                               |                               |                               |                               |                               |                               |
| 11.                           | The Chapel                    | 2:35                          |                               |                               |                               |                               |                               |                               |                               |
| 12.                           | The Abduction                 | 3:33                          |                               |                               |                               |                               |                               |                               |                               |
| 13.                           | The Battle With The Newborn   | 6:03                          |                               |                               |                               |                               |                               |                               |                               |
| 14.                           | Ripley's Theme                | 2:14                          |                               |                               |                               |                               |                               |                               |                               |
| 45:23                         |                               |                               |                               |                               |                               |                               |                               |                               |                               |

| Liste des pistes édition limitée 2010 - CD1 | Liste des pistes édition limitée 2010 - CD1 | Liste des pistes édition limitée 2010 - CD1 | Liste des pistes édition limitée 2010 - CD1 | Liste des pistes édition limitée 2010 - CD1 | Liste des pistes édition limitée 2010 - CD1 | Liste des pistes édition limitée 2010 - CD1 | Liste des pistes édition limitée 2010 - CD1 | Liste des pistes édition limitée 2010 - CD1 | Liste des pistes édition limitée 2010 - CD1 |
| No                                          | Titre                                       | Durée                                       |                                             |                                             |                                             |                                             |                                             |                                             |                                             |
| ------------------------------------------- | ------------------------------------------- | ------------------------------------------- | ------------------------------------------- | ------------------------------------------- | ------------------------------------------- | ------------------------------------------- | ------------------------------------------- | ------------------------------------------- | ------------------------------------------- |
| 1.                                          | Main Title                                  | 2:12                                        |                                             |                                             |                                             |                                             |                                             |                                             |                                             |
| 2.                                          | Entering the Ship                           | 1:21                                        |                                             |                                             |                                             |                                             |                                             |                                             |                                             |
| 3.                                          | Post-Op                                     | 1:21                                        |                                             |                                             |                                             |                                             |                                             |                                             |                                             |
| 4.                                          | Make Us Proud / Meat By-Product             | 1:58                                        |                                             |                                             |                                             |                                             |                                             |                                             |                                             |
| 5.                                          | Fiora 16 / Inbred                           | 1:51                                        |                                             |                                             |                                             |                                             |                                             |                                             |                                             |
| 6.                                          | Docking the Betty                           | 1:19                                        |                                             |                                             |                                             |                                             |                                             |                                             |                                             |
| 7.                                          | Face Huggers                                | 2:11                                        |                                             |                                             |                                             |                                             |                                             |                                             |                                             |
| 8.                                          | Basketball / Foot Massage / Fast Learner    | 3:56                                        |                                             |                                             |                                             |                                             |                                             |                                             |                                             |
| 9.                                          | Call Finds Ripley                           | 5:01                                        |                                             |                                             |                                             |                                             |                                             |                                             |                                             |
| 10.                                         | Gun Fight                                   | 1:17                                        |                                             |                                             |                                             |                                             |                                             |                                             |                                             |
| 11.                                         | The Aliens Escape                           | 6:36                                        |                                             |                                             |                                             |                                             |                                             |                                             |                                             |
| 12.                                         | Hose / Elgyn's Death / Ripley Believe It    | 3:57                                        |                                             |                                             |                                             |                                             |                                             |                                             |                                             |
| 13.                                         | Twelve / Vriess Reappears / Telling Vriess  | 4:09                                        |                                             |                                             |                                             |                                             |                                             |                                             |                                             |
| 14.                                         | Ripley Meets Her Clones                     | 3:43                                        |                                             |                                             |                                             |                                             |                                             |                                             |                                             |
| 15.                                         | After Tube Blow Up                          | 1:18                                        |                                             |                                             |                                             |                                             |                                             |                                             |                                             |
| 16.                                         | What's Inside Purvis?                       | 4:25                                        |                                             |                                             |                                             |                                             |                                             |                                             |                                             |
| 17.                                         | They Swim...                                | 8:58                                        |                                             |                                             |                                             |                                             |                                             |                                             |                                             |
| 18.                                         | Call's Fake                                 | 1:47                                        |                                             |                                             |                                             |                                             |                                             |                                             |                                             |
| 19.                                         | The Chapel                                  | 3:17                                        |                                             |                                             |                                             |                                             |                                             |                                             |                                             |
| 20.                                         | Mean Streak                                 | 1:42                                        |                                             |                                             |                                             |                                             |                                             |                                             |                                             |
| 21.                                         | The Abduction                               | 3:50                                        |                                             |                                             |                                             |                                             |                                             |                                             |                                             |
| 22.                                         | Birth of the Newborn                        | 4:52                                        |                                             |                                             |                                             |                                             |                                             |                                             |                                             |
| 1:11:11                                     |                                             |                                             |                                             |                                             |                                             |                                             |                                             |                                             |                                             |

| CD2     | CD2                                           | CD2   | CD2 | CD2 | CD2 | CD2 | CD2 | CD2 | CD2 |
| No      | Titre                                         | Durée |     |     |     |     |     |     |     |
| ------- | --------------------------------------------- | ----- | --- | --- | --- | --- | --- | --- | --- |
| 1.      | Call Meets the Newborn                        | 6:09  |     |     |     |     |     |     |     |
| 2.      | Ripley and the Newborn                        | 3:14  |     |     |     |     |     |     |     |
| 3.      | Finale                                        | 1:59  |     |     |     |     |     |     |     |
| 4.      | Alien March (End Credits)                     | 3:26  |     |     |     |     |     |     |     |
|         | Total Score Time: CD1 + CD2 (1 à 4) = 1:25:56 |       |     |     |     |     |     |     |     |
|         | ALTERNATES                                    |       |     |     |     |     |     |     |     |
| 5.      | Main Title (alternate)                        | 2:15  |     |     |     |     |     |     |     |
| 6.      | Elgyn's Death (alternate)                     | 3:03  |     |     |     |     |     |     |     |
| 7.      | Finale (alternate-brass version)              | 1:58  |     |     |     |     |     |     |     |
| 8.      | Finale (alternate #2)                         | 1:51  |     |     |     |     |     |     |     |
|         | L'ALBUM DE 1997                               |       |     |     |     |     |     |     |     |
| 9.      | Main Title                                    | 2:08  |     |     |     |     |     |     |     |
| 10.     | Post-Op                                       | 1:20  |     |     |     |     |     |     |     |
| 11.     | Docking the Betty                             | 1:17  |     |     |     |     |     |     |     |
| 12.     | Priva Son D'Ogni Conforto                     | 5:28  |     |     |     |     |     |     |     |
| 13.     | Face Huggers                                  | 2:12  |     |     |     |     |     |     |     |
| 14.     | Call Finds Ripley                             | 3:02  |     |     |     |     |     |     |     |
| 15.     | The Aliens Escape                             | 4:13  |     |     |     |     |     |     |     |
| 16.     | Ripley Meets Her Clones                       | 2:20  |     |     |     |     |     |     |     |
| 17.     | What's Inside Purvis?                         | 2:27  |     |     |     |     |     |     |     |
| 18.     | They Swim...                                  | 6:27  |     |     |     |     |     |     |     |
| 19.     | The Chapel                                    | 2:35  |     |     |     |     |     |     |     |
| 20.     | The Abduction                                 | 3:34  |     |     |     |     |     |     |     |
| 21.     | The Battle With the Newborn                   | 6:03  |     |     |     |     |     |     |     |
| 22.     | Ripley's Theme                                | 2:12  |     |     |     |     |     |     |     |
|         | Durée totale album de 1997 (9 à 22) = 45:30   |       |     |     |     |     |     |     |     |
| 1:09:26 |                                               |       |     |     |     |     |     |     |     |

- Durée totale CD1 et CD2 = 2:20:14

## Accueil

### Accueil critique
Cet opus reçoit un excellent accueil critique et public en Europe, mais les réactions sont plus mitigées outre-Atlantique, notamment en ce qui concerne l’apparence de l’alien mi-humain.[réf. nécessaire]
Sur l'agrégateur américain Rotten Tomatoes, le film récolte 56 % d'opinions favorables pour 79 critiques. Sur Metacritic, il obtient une note moyenne de 63⁄100 pour 21 critiques.
En France, le site Allociné propose une note moyenne de 3,4⁄5 à partir de l'interprétation de critiques provenant de 5 titres de presse.

### Box-office
| Pays ou région    | Box-office        | Date d'arrêt du box-office | Nombre de semaines |
| ----------------- | ----------------- | -------------------------- | ------------------ |
| États-Unis Canada | 47 795 658 $      | 18 décembre 1997           | 4                  |
| France            | 2 845 095 entrées | 30 décembre 1997           | 7                  |
| Total mondial     | 161 376 068 $     | 30 décembre 1997           | 7                  |

Le film totalise 2 845 095 entrées en France et fait presque aussi bien que le premier film.
Pour un budget d'environ 75 millions de dollars, le film totalise 161 376 068 $ de recettes mondiales, dont 47 795 658 en Amérique du Nord.

## Distinctions
Entre 1997 et 2012, le film Alien, la résurrection a été sélectionné 17 fois dans diverses catégories et a remporté 3 récompenses,.

### Distinctions
1997
- Prix Bogey[Note 6].

1998
- Blockbuster Entertainment Awards : Actrice de second rôle féminin préférée dans un film de science-fiction pour Winona Ryder.
- Fangoria Chainsaw Awards : Meilleure actrice pour Sigourney Weaver.

### Nominations
1997
- The Stinkers Bad Movie Awards :
  - Pire actrice pour Sigourney Weaver,
  - Pire actrice dans un second rôle pour Winona Ryder.

1998
- Academy of Science Fiction, Fantasy and Horror Films - Saturn Awards :
  - Meilleur film de science-fiction,
  - Meilleure actrice pour Sigourney Weaver,
  - Meilleure actrice dans un second rôle pour Winona Ryder,
  - Meilleure réalisation pour Jean-Pierre Jeunet,
  - Meilleurs costumes pour Bob Ringwood,
  - Meilleurs effets spéciaux pour Alec Gillis, Erik Henry, Pitof et Tom Woodruff Jr.
- Blockbuster Entertainment Awards : Actrice préférée dans un film science-fiction pour Sigourney Weaver.
- Fangoria Chainsaw Awards :
  - Meilleur film avec une large diffusion,
  - Meilleur maquillage / effets spéciaux pour Alec Gillis et Tom Woodruff Jr.
- Online Film and Television Association : Meilleure actrice de science-fiction / fantastique / d’horreur pour Sigourney Weaver.
- Satellite Awards : Meilleur film, animation ou multimédia pour Bill Badalato, Gordon Carroll, David Giler, Walter Hill.

2012
- Festival du Film Jules Verne : Meilleur film d'aventure ou de science-fiction.

## Adaptation
En 2000, le film connait une adaptation vidéoludique pour la PlayStation par le studio Argonaut Games.

## Analyse